# Child of Eden
Child of Eden — музыкальная игра, созданная Тэцуя Мидзугути (известным благодаря работе над игрой Rez), разработанная Q Entertainment и изданная Ubisoft.

Игра служит приквелом к более ранней игре Тэцуя Мидзугути Rez. Она была разработана для Xbox 360, PlayStation 3 и совместима с Microsoft Kinect и PlayStation Move, а также со стандартными контроллерами обеих консолей.
Как и в случае Rez, Child of Eden представляет эксперимент по синестезии, объединение звукового, визуального и тактильного опыта. Игра представляет музыку проекта Genki Rockets.

## Сюжет
Сюжет Child of Eden раскрывается через введение игры. Основное внимание в нём на девушку по имени Lumi, которая была первым человеком, рождённым в космосе 11 сентября 2019 года на борту международной космической станции. На протяжении всей своей жизни она мечтала посетить Землю, передавая свои чувства в песне, которую ниспослала населению планеты. Когда она умерла, её тело было сохранено, её воспоминания были записаны и архивированы. Далее история повествует о продвижении человечества в космических исследованиях и создание универсальной обширной системы интернет, названной Eden. Eden описывается как фонтан, из которого все знания вытекают, для тех кто никогда не ступал на поверхность земли, содержащий всю историю человечества и все знания. В XXIII веке учёные попытались использовать сохраненные данные Lumi для создания живущей персоны в eden, эксперимент назвали Project Lumi. Когда её перекомпиллированная персона появилась и проснулась внутри Eden, она была атакована и захвачена неизвестным компьютерным вирусом.
Цель игрока в Child of Eden спасти Project Lumi, который близок к завершению, от вирусной атаки. Если будет завершен Project Lumi, будет воспроизведена человеческая персона в Eden, искусственный интеллект в котором происходит действия Rez.

## Игровой процесс
Примерно как в  Rez, игра вращается вокруг съемки различных объектов, появляющихся на экране, которые создают звуковые эффекты в момент разрушения. Игроки выбирают между использования функции захвата, похожей на геймплей Rez,  для «оранжевых» целей или быстрого огня —  для «фиолетовых». Используя Kinect, игрок может прицеливаться при помощи рук и менять оружие, обычные контроллеры также могут быть использованы. Как в Rez HD, игроки могут использовать дополнительные контроллеры для обеспечения внешней вибрации и в процессе игры настраивая музыку под действия и передвижения игрока.
Игрока предоставляет 5 уровней, названных Архивами, каждый с разными визуальными темами: Matrix, Evolution, Beauty, Passion и Journey. Каждый Архив реиграбелен, изменяясь каждый раз в зависимости от качества игры и стиля предыдущего запуска.

## Отзывы
| Сводный рейтинг    | Сводный рейтинг              |
| Агрегатор          | Оценка                       |
| ------------------ | ---------------------------- |
| GameRankings       | (X360) 84,57 % (PS3) 81,25 % |
| Metacritic         | (X360) 84/100 (PS3) 81/100   |
| Иноязычные издания |                              |
| Издание            | Оценка                       |
| Edge               | 8/10                         |
| GameSpot           | 8,5/10                       |
| GameTrailers       | 8,4                          |
| IGN                | 8,5/10                       |
| X-Play             | 5/5                          |
| Giant Bomb         | [ 20 ]                       |
| Joystiq            | [ 21 ]                       |
| Metro GameCentral  | 9/10                         |
| Награды            |                              |
| Издание            | Награда                      |
| GameZone           | Best Kinect Game             |

Child of Eden была встречена с очень позитивными отзывами. Joystiq дал максимальную оценку.

## Продажи
В соответствии с NPD Group, в дебютный месяц июнь Child of Eden было продано 34,000 штук на Xbox 360, и был присвоен рейтинг 83.